# Jomda
Jomda, (chữ Tạng: འཇོ་མདའ་རྫོང་; Wylie: 'jo mda' rdzong; ZWPY: Jomda Zong; tiếng Trung: 江达县; bính âm: Jiāngdá Xiàn, Hán Việt: Giang Đạt huyện) là một huyện của địa khu Qamdo (Xương Đô), khu tự trị Tây Tạng, Trung Quốc.

### Trấn
- Giang Đạt (江达镇)
- Cương Thác (岗托镇)

### Hương
| - Đặng Kha (邓柯乡) - Nham Tỷ (岩比乡) - Khải Cống (卡贡乡) - Sinh Đạt (生达乡) - Nương Tây 娘西乡) - Tự Hạp 字呷乡) | - Thanh Nê Động (青泥洞乡) - Uông Bố Đỉnh (汪布顶乡) - Đức Đăng (德登乡) - Đồng Phổ (同普乡) - Ba La (波罗乡) |